# 日系アメリカ人
日系アメリカ人（にっけいアメリカじん、英語: Japanese Americans）は、アメリカ合衆国の市民のうち、日本に起源を持つ人々のこと。狭義では、第二次世界大戦以前に日本からアメリカに移住した人々及びその子孫のことを指す。

## 概説
日系アメリカ人は、2005年の国勢調査において1,221,773人、アメリカ合衆国（以下アメリカ）の総人口の0.4%を占めている。日系人コミュニティーはカリフォルニア州、ハワイ州、ニューヨーク州、ワシントン州にあるものが大きい。現代でも年に7000人近い日本人がグリーンカード（永住権）を取得してアメリカに移住している。2011年の調査では、アジア系アメリカ人の内訳では、中国系、フィリピン系、インド系、ベトナム系、韓国系に次いで、日系人は6番目、7.5%となっている。
日系アメリカ人は初めてアメリカにわたった第一世代のことを一世、その子供たちの世代を二世、三世、四世、五世(en:Gosei (fifth-generation Nikkei))と呼んでいるが、イッセイ (Issei) やニセイ (Nisei) といった言葉は英語でも通用する言葉になっている。

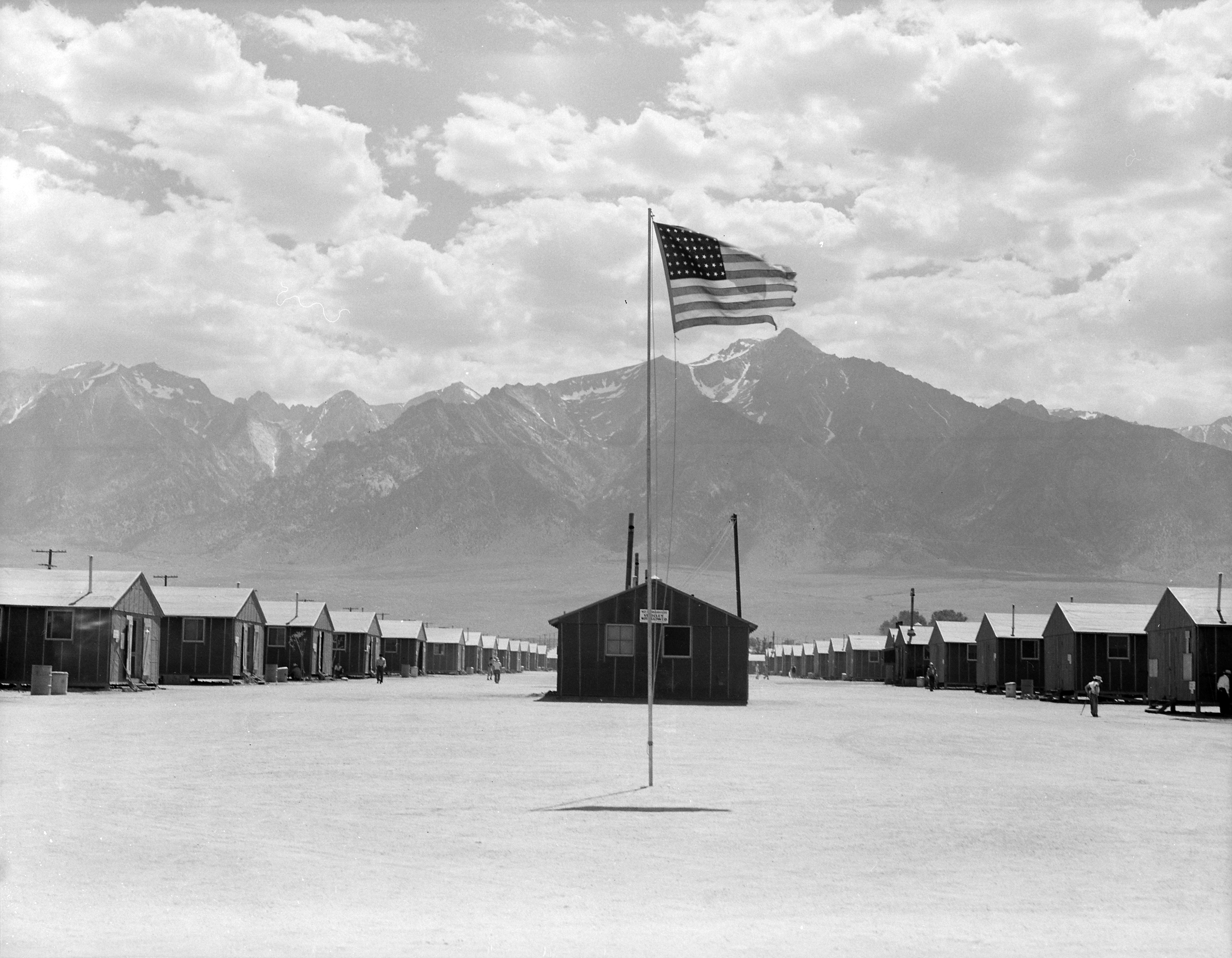
日系人の強制収容所の一つであるマンザナール強制収容所

19世紀からと北米及び南米への移民としては遅く開始され、しかも黄色人種で非キリスト教徒であった日系人移民は、当初から偏見と差別に苦しむことが多く生活も苦しかった。特に北米及び南米へ移民した日系人の中には、第二次世界大戦中に強制収容所に収容されたり、戦後しばらくも激しい民族差別を受ける立場にあった者が多かった。
しかし、汗水流して働き、教育熱心で、第442連隊戦闘団に代表されるようにアメリカ国民としての義務を果たし、立派なよきアメリカ国民になろうと努力していた。特に一世の世代は過酷な労働をこなしながら、稼いだお金を自分たちのためには使わず、子供たちの教育のために注いだ。

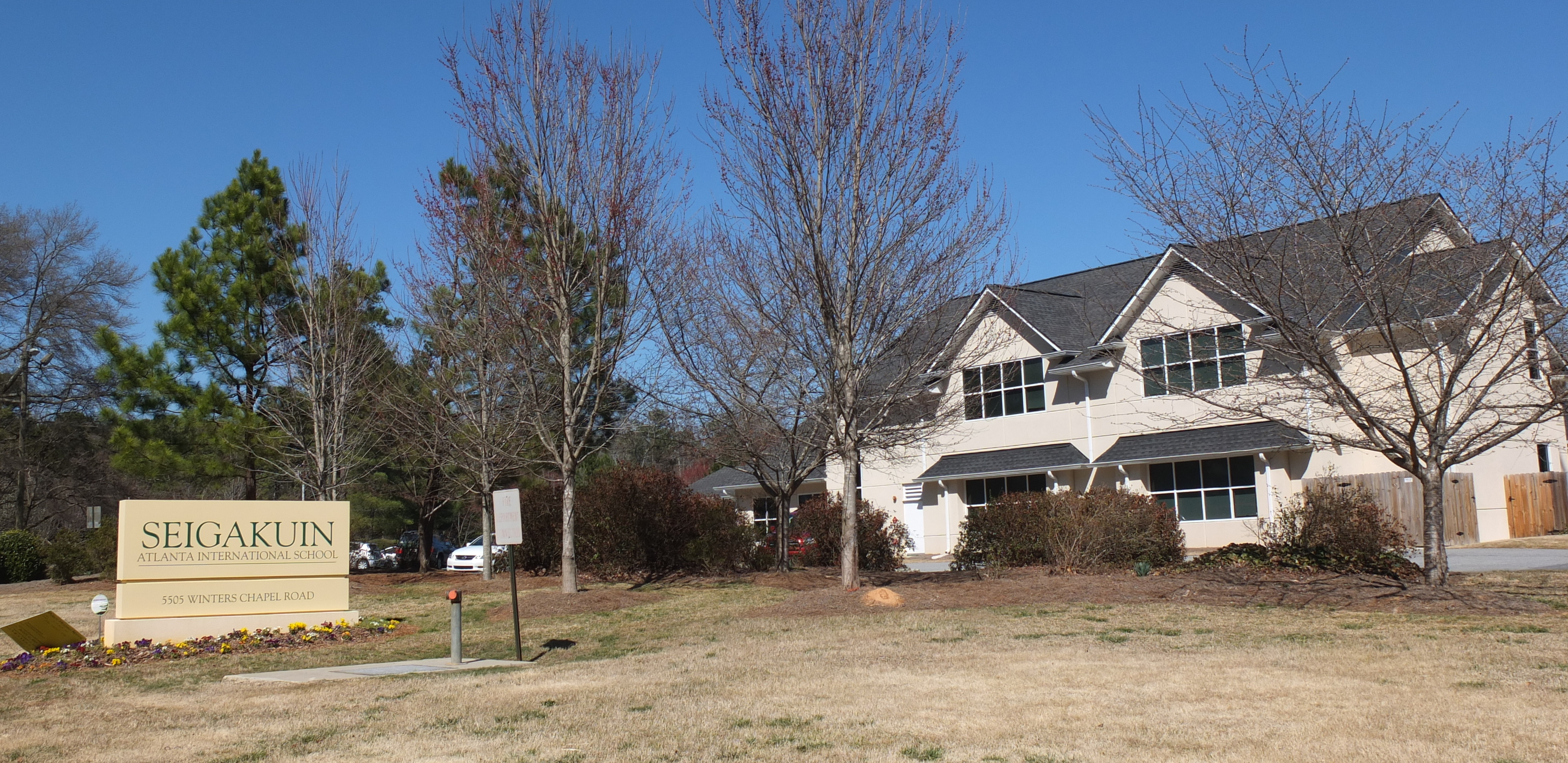
聖学院アトランタ国際学校
（写真は、2014年3月23日）

一世や二世の時代に第一言語として用いられた日本語も、世代が進み現地化が進むごとに徐々に現地語である英語にとって代わられ、自然な流れとして日本語を理解しない日系人が増えている。そのため、家庭や居留国の日本語補習校などで日本語教育を受けた人物も少数ながらも存在はするものの、三世や四世の世代で日本語を話すことができる人々は、主に外国語として日本語を学んだ人々である。アジア系移民で、特に母国の公用語に英語が含まれない国出身の家庭では、英語以外の母国語が使われるケースが多いが、その中でも日系人に限り、半数以上の家庭で英語のみが使われ、英語が主流という家庭も含めると、ほぼ4分の3までもが家庭内でも英語を会話に用いており、日本語が使われているケースは他非英語系アジア移民の率の半分ほどである。
なお、1920年代前後に出生している二世は、日本での教育費用が居留国のそれと比べて安価であったこと、または、日本文化を継承する目的で日本の学校に通うことがある種の流行になった時期がある。ハワイ・オアフ島のワイキキ界隈や、ロサンゼルスのリトル・トーキョー、サンフランシスコのジャパンタウン、サンノゼのジャパンタウンなどの日本人街では、今でも多くの日本語の看板を目にすることができる。
ただし、北米の日系人は古くから教育レベルが高く社会的地位も比較的高かった事などから、韓国系アメリカ人や中国系アメリカ人などと比べると、民族街に集結したり、相互扶助を行うことが少ない。
特に北米では、第二次世界大戦において日本がアメリカやカナダ、メキシコの敵国となったこともあり、祖国への忠誠を誓う目的で、あまり日系人が民族性を出さず、アメリカに同化するように努力したことも関係している。戦前に築いた日系コミュニティー、つまり日本町が、西海岸の数箇所でしか保存できなかったり、多くが消滅してしまったのは、構成していた不動産や財産を彼らが第二次世界大戦中に強制収容所に送られる前に手放さざるを得なかったうえに、大戦後も残る日本への反感の中で、アメリカに同化して暮らさざるを得なかったからである。

## 歴史
日系アメリカ人の歴史は、明治維新の最中である1868年に、後に「元年者」と呼ばれる事となる者達が、日本から当時のハワイ王国へ渡航し、主にサトウキビやパイナップル畑の労働者として入植した事に始まる。後にアメリカ本土へも、日本からの移民が多く入植するようになった。
しかし、低賃金で働く勤勉さと生活力、また地元経済に金を落とさない（日用品を日本から取り寄せていた）こと、何よりアメリカにおけるマジョリティであった白人種のキリスト教徒とは、文化が異なる黄色人種であった為に疎まれ、第一次世界大戦における同盟国であったにも関わらず、カリフォルニア州などでは白人による日系移民の排斥運動が起こった。
特に、日系移民と職をめぐって競合していたアイルランド系やイタリア系などといった下層階級が多かった白人が、日系移民への排斥運動に積極的な役割を果たしていたとされる。
そして、太平洋戦争の勃発と日系人の強制収容という悲劇を乗り越え、日系人による経済的・社会的成功と合わせて、1960年代以降の日本とアメリカの同盟関係の構築やリドレス運動、日米間の経済的な結び付きの強化などが後押しした、アメリカ社会における地位向上の時代を経て、現代に至っている。

## 政治的傾向
近年の選挙における日系アメリカ人は、民主党を支持する傾向が、顕著に見られる。2004年の大統領選挙の直前に行われた調査において、民主党のジョン・ケリーへの支持が、42%だったのに対し、共和党のジョージ・W・ブッシュへの支持は、38%という結果だった。2008年の大統領選挙では、民主党のバラク・オバマへの支持が62%だったのに対し、共和党のジョン・マケインへの支持は16%という結果だった。2012年の大統領選挙では、70%が現職のオバマへ投票した。2016年の大統領選挙では、74%がヒラリー・クリントンへ投票した。2020年の大統領選挙における事前調査では、61~72%がジョー・バイデンを支持する意向を示していた。

## 著名な日系アメリカ人
以下、節順は不同、各節内はラストネーム（名字）で五十音順。
なお：
1. 活動分野が多岐にわたる場合は、最も著名な方へ分類した。
2. 両親とも日系で世代が異なる場合は、父方による世代を記載した。
3. アメリカで生まれたため自動的に米国市民権を持ち、22歳になる前の日本国籍か米国国籍かいずれかを選択するときに米国国籍を選択したが、生活基盤を日本に置いている帰国生徒については、これを省いた。
4. 逆に、渡米後も米国市民権を取得しなかった（あるいはできなかった）が、永住権を得て生活基盤をアメリカに置き、「事実上のアメリカ人」として生涯の大半を過ごした者については、これを例外的に含めた。

### 政治家・官僚
- ジョージ・アリヨシ - 二世。日本名：有吉良一（ありよし りょういち）。ハワイ州知事（1974-86年）。民主党
- デービッド・イゲ - 三世。日本名：伊芸豊（いげ ゆたか）。ハワイ州オアフ島で日系人両親の元に生まれる。元ハワイ州知事。民主党。
- ダニエル・イノウエ - 二世。日本名：井上建（いのうえ けん）。ハワイ州選出元連邦議会上院議員。元連邦議会下院議員。アジア系として初めて連邦議会下院議員に当選。民主党。2012年にメリーランド州にて死去。2013年8月、大統領自由勲章追贈。
- パット・サイキ - ハワイ州で日系人の女性共和党員として初の連邦議会下院議員に選出。共和党。
- サミュエル・I・ハヤカワ - 二世。日本名：早川一衛（はやかわ いちえ）。カナダ生まれ。元サンフランシスコ州立大学学長。元カリフォルニア州選出連邦議会上院議員。一般意味論の主唱者。共和党。
- メイジー・ヒロノ - 一世。日本名：広野慶子（ひろの けいこ）。福島県生まれ。ハワイ州選出連邦議会上院議員。元ハワイ州選出連邦議会下院議員。元ハワイ州副知事。民主党。
- ドリス・マツイ（en:Doris Matsui） - 二世。日本名：松井佳寿恵（まつい かずえ）。カリフォルニア州選出連邦議会下院議員。民主党。夫のロバート（後述）の死後夫の議席を継承。
- ボブ・マツイ（en:Bob Matsui） - 二世。日本名：松井武男（まつい たけお）。元連邦議会下院議員。民主党。
- スタン・マツナカ（en:Stan Matsunaka） - 三世。コロラド州上院議員。民主党。
- スパーク・マツナガ - 二世。日本名：松永正幸（まつなが まさゆき）。元ハワイ州選出連邦議会上院議員。民主党。
- ノーマン・ミネタ - 二世。日本名：峯田良雄（みねた よしお）。元サンノゼ市長。元カリフォルニア州選出連邦議会下院議員。アジア系として初めて閣僚に選ばれる。2000-2001年ビル・クリントン政権で商務長官。2001-2006年ジョージ・W・ブッシュ（共和党）政権で運輸長官。民主党。2001年、サンノゼ国際空港はミネタを顕彰して正式空港名を「ノーマン・Y・ミネタ・サンノゼ国際空港」と改称した。
- パッツイー・ミンク - 三世。日本名：竹本まつ（たけもと まつ）。海洋国再環境担当国務次官補（1977 - 1978）。白人以外の女性では初の連邦議会下院議員。教育の場における性差別撤廃法案制定に尽力。ハワイ州初の女性弁護士。民主党。
- ピート・ミカミ・ラウス - 三世。バラク・オバマアメリカ合衆国大統領首席補佐官。
- マーク・ウエダ - 三世。アジア系初の米国証券取引委員会委員。
- ロバート・ヤマテ - 日本名：山手徹。元マダガスカル・コモロ駐在米大使。

### 法曹
- ランス・イトウ（en:Lance Ito） - 三世。ロサンゼルス郡最高裁判事。O・J・シンプソン事件の裁判長を務めた。
- 城戸三郎 - 二世。弁護士。太平洋戦争中に日系アメリカ人市民同盟の会長を務めた。
- ゲーリー・モリワキ – 二世。日本名：森脇ゲーリー俊一。弁護士。2005年長野県で開催されたスペシャルオリンピックス冬季大会組織委員長。秋篠宮眞子元内親王夫妻の米国での後援者。
- ミノル・ヤスイ - 二世。日本名：安井稔（読み同じ）。弁護士。戦時下における日系人の強制収容に抵抗。
- ジョージ山岡 - 二世。日本名：山岡譲治（やまおか じょうじ）。弁護士。極東国際軍事裁判にて東郷茂徳、広田弘毅の弁護人を務めた。

### 軍人
- 飯柴智亮 - 一世。元陸軍大尉で軍事評論家。銃器部品密輸出で刑事処分を受け不名誉除隊。
- 伊丹明 - 二世。アメリカ名：デイヴィッド・アキタ・イタミ。アメリカ陸軍情報部所属。山崎豊子の小説『二つの祖国』の主人公・天羽賢治のモデルの一人。
- クラレンス・マツムラ - 日系アメリカ軍人。第522野戦砲兵大隊第100・第442統合戦闘団。第2次世界大戦ドイツ「ダッハウ強制収容所」を解放した日系アメリカ人部隊軍曹。
- テリー・テルオ・カワムラ - 三世。陸軍伍長。ベトナム戦争中の活躍により、名誉勲章を受章する。
- ユキオ・カワモト - 太平洋戦争37th Infantry Divisionで通訳として従軍、戦後アメリカ合衆国国務省で通訳。議会名誉黄金勲章受賞[11]。
- ジョセフ・クリハラ - 二世。第一次世界大戦に従軍。日系人の強制収容に抗議して、戦後日本へ移住した。
- エリック・シンセキ - 三世。陸軍参謀総長。アジア系として初めて陸軍制服組のトップに登る。
- ハリー・ハリス - 二世。海軍大将、駐大韓民国アメリカ大使、第24代アメリカ太平洋軍司令官。
- ハリー・K・フクハラ - 二世。日本名：福原克治（ふくはら かつじ）。陸軍大佐。伊丹と同様、『二つの祖国』の主人公のモデルの一人。
- アーレン・ワタダ（英語版） - 四世。陸軍中尉。イラク戦争を非合法的軍事力行使だとして従軍を拒否、イラク反戦の気運をもたらす一因を作る。現在も軍法会議および公判で係争中。
- ジェームズ・ムコヤマ - 三世。日本名（姓）：向山。陸軍少将。アジア系アメリカ人で初めての陸軍師団長となった人物[12]。
- ポール・ナカソネ - 三世。日本名：仲宗根（なかそね）。陸軍大将、アメリカサイバー軍司令官、アメリカ国家安全保障局長官。

### 警察
- ジミー佐古田 - 三世。日本名：佐古田隆（さこだ たかし）。シアトル出身。ロサンゼルス市警察刑事。ロス市警殺人課アジア特捜隊隊長、ロス郡検事。ロス疑惑（三浦和義事件）の捜査を担当、日米合同捜査で寺尾正大（当時警視庁捜査一課長）と指揮した。
- テリー・ハラ - ロサンゼルス市警察の警察官。2013年7月現在の階級は警視長(Deputy Chief)で、役職は地域・交通局のウエスト管区長[13]。嘗ては警務・通信局の人事教育部長をしていたこともある。

### 宇宙飛行士
- エリソン・オニヅカ - 三世。日本名：鬼塚承次（おにづか しょうじ）。空軍中佐。アジア系アメリカ人初のNASA宇宙飛行士。1985年ミッション51-Cで初飛行。翌86年チャレンジャー号爆発事故で殉職。
- ダニエル・M・タニ - 三世。宇宙工学エンジニア。NASA宇宙飛行士。2001年ミッション-108で初飛行。

### 医学
- トヨヒコ・タカミ - 一世。日本名：高見豊彦（読み同じ）。 熊本県生まれ。15歳で単身渡米。苦学をしながらコーネル大学医学部を二番の成績で卒業し、医学博士・医師免許を取得。のちニューヨーク・ブルックリンで日本人医師としてアメリカで初の開業医となる。率先して貧しい患者を一切無料で診察したので庶民からの絶大な信頼を得ることになり、「ドクター・タカミ」の名は「地元の名士」として知られるようになる。晩年は日本人共済会（現：ニューヨーク日系人会）の設立、貧しく身寄りのない日本人のための墓地の購入、日本人信用組合の組織化など、同胞のための社会奉仕にも尽くした。
- トーマス野口 - 一世。日本名：野口恒富（のぐち つねとみ）。1952年に渡米し、1961年よりロサンゼルス郡の検死局に勤務。1967年から1982年まで局長。マリリン・モンローやロバート・ケネディら著名人の検死をおこなったことで知られる。退任後は南カリフォルニア大学医学部教授を務めた。
- ケイジ・フクダ - 一世。日本名：福田敬二（読み同じ）。WHO事務局長補代理（ジュネーヴ在住）。2009年新型インフルエンザ問題担当。元CDCインフルエンザ局疫学部長。
- 山田忠孝 - 一世。アメリカ名：ターチ・ヤマダ。東京都生まれ、父は日本人、母は二世（ドクター・タカミの長女）。15歳で単身渡米。ニューヨーク大学医学部を首席で卒業し、医学博士・医師免許を取得。ベセスダ海軍病院からカリフォルニア大学ロサンゼルス校を経てミシガン大学医学部消化器学部長。この後製薬業界に転身してグラクソ・スミスクライン研究開発部門会長に就任。2006年よりビル&メリンダ・ゲイツ財団世界衛生部門長。2007年9月、英国において新薬の研究開発に対する投資環境の改善に尽力した功績を認められ、エリザベス2世女王より大英帝国勲章を授りナイト叙任。

### 学者
- 雨宮健 - 一世。経済学者（計量経済学）。スタンフォード大学教授。
- ローレン・キヨミ・ウィリアムズ - 数学者。女性として2人目のハーバード大学数学教授。
- ダニエル・オキモト（en:Daniel Okimoto） - 二世。政治学者。スタンフォード大学教授。
- ミチオ・カク - 三世。日本名：加來道雄（読み同じ）。物理学者、超弦理論の研究者。
- タモツ・シブタニ - 二世。社会学者（シンボリック相互作用論）。元カリフォルニア大学サンタバーバラ校教授。
- 南部陽一郎 - 一世。物理学者。2008年にノーベル物理学賞を受賞。弦理論の創始者の一人として知られる。
- 中村修二 - 一世。物理学者。2014年にノーベル物理学賞を受賞。
- ゴードン・ヒラバヤシ - 二世。日本名：平林潔（ひらばやし きよし）。社会学者。戦時下における日系人の強制収容に抵抗。
- フランシス・フクヤマ - 二世。政治経済学者。父は二世、母は一世。
- 藤田哲也 - 一世。アメリカ名：テッド・フジタ。気象学者。竜巻やダウンバーストの研究で知られる。竜巻の規模を表す藤田スケールを考案。
- チャールズ・ペダーセン - 二世。日本名：安井良男（やすい よしお）。化学者 1987年ノーベル化学賞受賞。父はノルウェー人、母が日本人。
- マイク・モチヅキ - 三世。国際政治学者。クリントン政権の対日政策のブレーンの一人。
- 眞鍋淑郎 - 一世。地球科学者。2021年にノーベル物理学賞を受賞。

### 実業家
- 牛島謹爾 - 一世。農業経営者。ジャガイモの大量栽培に成功し、一時はカリフォニア州の5割以上、アメリカ全体の1割のジャガイモを生産した。「ジョージ・シマ」「ポテト・キング」と呼ばれ、在米日本人会初代会長を務めたほか、第二次大戦前には伝記が修身の教科書に掲載された。
- 青木廣彰 - 一世。通称：ロッキー青木。レストラン・紅花のオーナー、冒険家。
- 安孫子久太郎（en:Kyutaro Abiko） - カリフォルニア州に渡った初期の日系移民のリーダー。「大和コロニー」創設。
- ロバート・キヨサキ - 四世。日本名：清崎徹（きよさき とおる）。投資家・著述家。『Rich Dad, Poor Dad（日本語題：金持ち父さん貧乏父さん)』の著者。
- 国府田敬三郎 - 一世。農場経営者。代表的なカリフォルニア米「国宝ローズ」を作り上げ、「ライス・キング」と呼ばれた。
- マモル・タキタニ - 二世。マカダミアをチョコレートで包んだ製品を考案し、ハワイアンホスト社 を創業。
- 浜田彦蔵 - 一世。洗礼名：ジョセフ・ヒコ。日本初の英字新聞発行者。
- グレン・S・フクシマ - 三世。エアバス代表取締役社長。元アメリカ通商代表部日本部長。
- トミオ・モリグチ（英語版） - 三世。日本名：森口富雄（もりぐち とみお）。宇和島屋の経営者。
- 森口富士松（英語版） - 一世。宇和島屋の創設者。トミオ・モリグチの祖父。
- ゲーリー・ヤマモト - 二世。日本でも有名な釣具（ルアー）メーカー『ゲーリー・ヤマモト』創設者。
- 吉田潤喜 - 在日韓国人二世で日系アメリカ人としては一世。無一文で移住し、ヨシダソース（ヨシダグルメのたれ）を生産販売するヨシダフーズを創業した。同社はアメリカ中小企業局（英語版）(SBA)が選ぶ全米24社に選ばれ「殿堂入り」を果たした。2005年にはニューズウィーク（日本版）の「世界で最も尊敬される日本人100」に選ばれる[14]。
- フレッド・イサム・ワダ - 二世。日本名：和田勇（読み同じ）。ロサンゼルスでスーパーを経営。1964年東京オリンピックの招致活動における重要人物。

### 建築家
- 妻沼岩彦（トーマスS. ロックライス）
- ミノル・ヤマサキ - 二世。日本名：山崎實（読み同じ）。建築家。ニューヨーク ワールドトレードセンターの設計者。

### 造園家
- 上杉武夫 - 造園家・作庭家。カリフォルニア州立ポリテクニック大学（Cal Poly）ポモナ校名誉教授
- 川名孝一 - 造園家・作庭家。カリフォルニア大学ロサンゼルス校元教授
- 栗栖宝一 - 造園家・作庭家。
- 桜井長雄 - 造園家・作庭家。
- ヒデオ・ササキ - 二世。ランドスケープアーキテクト。ハーバード大学デザイン大学院教授
- 塩田武雄 - 造園家・作庭家。
- カネジ・ドウモト - 二世。ランドスケープアーキテクトおよび建築家。
- ロバート・ムラセ - 三世。ランドスケープアーキテクト。日系人史跡公園（ポートランド）、全米日系人博物館（ロサンゼルス）ガーデンスペースなどを設計。

### 芸術家
- ミネ・オオクボ - 画家、イラストレーター。1946年発表の画集『市民13660号』は、日系人収容所に関する最初の刊行物。
- オノ・ヨーコ - 一世。本名：ヨーコ・オノ・レノン、旧名：小野洋子。前衛アーティスト。ジョン・レノン未亡人。
- 五嶋龍 - 一世。アメリカ名：リュウ・ブライアン・ゴトウ。ヴァイオリニスト。五嶋みどりの弟。
- ハリー・K・シゲタ - 一世。写真家。
- 新堂エル - 二世。成年向け漫画家。
- イワオ・タカモト - 二世。日本名：高本厳夫（読み同じ）。アニメーター。『弱虫クルッパー（スクービードゥー）』シリーズのキャラクターデザインで名を馳せた。
- ジョージ・ナカシマ - 二世。日本名：中島勝寿（なかしま かつとし）。20世紀を代表する家具デザイナーの一人。アメリカンクラフト運動の父。→ 作品
- イサム・ノグチ - 一世。日本名：野口勇（読み同じ）。彫刻家、画家。近代アメリカ美術史に多大な業績を残す。
- 宮武東洋 - 一世。戦時中の日系人収容所で写真を撮り続けた写真家。
- ジミー・ツトム・ミリキタニ - 二世。日本名：三力谷勉（みりきだに つとむ）。画家。

### 作家（小説家、詩人、劇作家）
- ヨシコ・ウチダ (1921-1992) - 作家。『トパーズへの旅 』、『荒野に追われた人々』、『写真花嫁』など。
- ジュリー・オオツカ (1962-) - 作家。『天皇が神だったころ』、『屋根裏の仏さま』でアレックス賞、ペン/フォークナー賞、フェミナ賞などを受賞。
- ジョン・オカダ (1923-1971) - 作家。『ノー・ノー・ボーイ』。
- ルース・オゼキ (1956-) - 映像作家、小説家、禅僧。『あるときの物語』、『イヤー・オブ・ミート』など。
- シンシア・カドハタ (1956-) - 小説家、児童文学作家。『きらきら』、『サマーと幸運の小麦畑』でニューベリー賞、全米図書賞などを受賞。
- アレン・セイ (1939-) - 作家・イラストレーター。『おじいさんの旅』など。
- サダキチ・ハートマン (1867-1944) - 美術家、批評家、詩人。
- ビル・ホソカワ (1915-2007) - ジャーナリスト、作家。『二世 ― このおとなしいアメリカ人』、『120%の忠誠 ― 日系二世・この勇気ある人びとの記録』など。
- ギャレット・ホンゴウ (1951-2011) - 学者、詩人。
- トシオ・モリ（1910-1980) - 作家。『カリフォルニア州ヨコハマ町』など。
- ワカコ・ヤマウチ (1924-2018) - 劇作家、小説家。
- ミツエ・ヤマダ（1923-) - 詩人、人権擁護活動家、フェミニスト。『収容所ノート』、『砂漠行』など。
- ヒサエ・ヤマモト (1921-2011) - 作家。『ヒサエ・ヤマモト作品集 ―「十七文字」ほか十八編』など。

### 映画
- グレッグ・アラキ - 三世。インディペンデント映画界の異才。
- スティーヴン・オカザキ - 三世。1991年、日系人の強制収容を描いた短編ドキュメンタリー『待ちわびる日々（英語版）（Days of Waiting: The Life & Art of Estelle Ishigo)』でアカデミー短編ドキュメンタリー映画賞を受賞。
- キャリー・フクナガ - 映画監督。2009年『闇の列車、光の旅（Sin nombre）』など。
- タク・フジモト - 映画撮影監督。『羊たちの沈黙』、『シックス・センス』、『青いドレスの女』など。
- アルバート・ノザキ（英語版） - 一世。美術監督。参加した『宇宙戦争』はアカデミー視覚効果賞を受賞した。
- アイリス・ヤマシタ - 二世。脚本家。『硫黄島からの手紙』でアカデミー脚本賞にノミネート。

### 俳優
あ
- 新田真剣佑 - 二世。父親は俳優の千葉真一（サニー千葉）
- マコ岩松 - 一世。日本名：岩松信（いわまつ まこと）。アメリカ映画界ではマコ（Mako）の名で知られた。1966年『砲艦サンパブロ』でアカデミー助演男優賞にノミネート。
- ミヨシ・ウメキ - 永住。本名：梅木美代志（うめき みよし）。1957年『サヨナラ』でアジア系俳優としては初のアカデミー助演女優賞を受賞。その後60年代を通じてトニー賞やエミー賞などノミネート多数。タイム誌の 表紙 にのった。26歳で渡米後、半世紀をアメリカで過ごしアメリカで没したが、市民権は取得しなかった。
- マシ・オカ - 一世。日本名：岡 政偉（おか まさより）。TVドラマ『HEROES』で人気に。ゴールデングローブ賞やエミー賞などにノミネート。サターン賞やピープルズ・チョイス・アワードなどを受賞。天才児としてタイム誌の表紙を飾ったことがある。

か
- 河北麻友子 - 四世。日本で活躍する女優、モデル。
- ディーン・ケイン - 三世。本名：ディーン・ジョージ・タナカ。テレビドラマ『新スーパーマン』でスーパーマンを演じる。
- アリアーヌ・コイズミ - 父親は日本人、母親はオランダ人。
- ケイン・コスギ - 二世。日本名：小杉健（こすぎ たけし）。主に日本で活動する俳優・タレント。父親はショー・コスギ、母親は台湾人。
- シェイン・コスギ - 二世。日本名：小杉倫矢（こすぎ ともや）。ケインの弟。父親はショー・コスギ、母親は台湾人。
- ショー・コスギ - 永住。日本名：小杉正一（こすぎ しょういち）。ケイン・シェイン兄弟の父。

さ
- ハロルド坂田 - 二世。日本名：坂田敏行（さかた としゆき）。重量挙げ選手としても活躍。『007 ゴールドフィンガー』で殺人山高帽を投げる殺し屋役で有名。
- ヨーシン・サクライ - 二世。日系人初のブロードウェイ俳優（1912年）。
- ジェームズ・シゲタ - 三世。日本名：繁田三郎（しげた さぶろう）。ハリウッド俳優、歌手。アメリカ映画史上初めて、白人女優とのメロドラマを演じたアジア系アメリカ人俳優。映画『ミッドウェイ』の南雲忠一役、『ダイ・ハード』のタカギ社長役など。
- 島田テル - 二世。ハリウッド俳優。

た
- 高美以子 - 二世。ハリウッド女優。
- ケイリー＝ヒロユキ・タガワ - 三世。日本名：田川洋行（たがわ ひろゆき）。母は元宝塚歌劇団女優。
- ジョージ・タケイ - 二世。日本名：武井穂郷（たけい ほさと）。テレビドラマ『スタートレック』のヒカル・スールー（又はミスター・カトー）役で有名。母は日系二世。
- ブライアン・ティー - 父親は日系アメリカ人、母親は韓国人で沖縄県に生まれる。その後2歳でアメリカに移住。
- タムリン・トミタ - 三世。沖縄生まれ。母は日系フィリピン二世。

は
- 早川雪洲 - 永住。本名：早川金太郎。サイレント映画時代のハリウッドを代表する大スターの一人。排日移民法のため市民権を得ることができず、後対日感情悪化とともに欧州に渡る。戦後ハリウッドの名脇役として復活、1957年には映画『戦場に架ける橋』でアカデミー助演男優賞にノミネートされた。

ま
- マイケル富岡 - 本名：マイケル・アンソニー・シェリダン（Michael Anthony Sheridan）。日本名：富岡健（とみおか けん）。ニューヨーク出身。来日以降、日本で活動。
- 眞栄田郷敦 - 二世。本名：前田郷敦（読み同じ）。父親は千葉真一（サニー千葉）。新田真剣佑の実弟。
- パット・モリタ - 二世。1984年の映画『ベスト・キッド』の空手の達人ミスター・ミヤギ役でアカデミー助演男優賞にノミネート。

### モデル
- デヴォン青木 - 二世。パリコレなどで活躍するトップモデル。青木廣彰の娘。
- ジェニー・シミズ - 三世。有名女優との交際が常に話題になるトップモデル。
- SHELLY - 日本で活躍するタレント。父はシチリア系アメリカ人。

### 放送・報道
- ミチコ・カクタニ - 二世。日本名：角谷美智子（読み同じ）。ニューヨーク・タイムズ紙の書評欄を執筆。ピューリッツァー賞受賞。
- アン・カリー - 二世。NBC ニュースアンカー。母が日本人。
- サチ・コトー - 三世。元CNN Headline Newsリポーター。
- ロクサナ・サベリ - 二世。父がイラン人。記者。イランでスパイ容疑で禁固8年になった。
- アイヴァ・トグリ・ダキノ - 二世。日本名：戸栗郁子（とぐり いくこ）。「東京ローズ」として唯一名乗りを上げたアナウンサー。
- レスリー・ナカシマ - 二世。日本名：中島覚（なかしま さとる）。広島原爆を世界で初めて外信したジャーナリスト。
- フランク・正三・馬場 - 二世。子供時代香川県で暮らす。GHQの一員。NHKの番組・方針や民間放送設立に尽力。
- ロブ・フクザキ - ABC7のスポーツアンカー。ハリウッド映画にも出演。

### ミュージシャン
- スティーブ・アオキ - DJ、プロデューサー。父は実業家の青木廣彰。デヴォン青木は異母姉。
- 井上ジョー - 二世。カリフォルニア州出身のシンガソングライター。
- 伊藤由奈 - 二世。父親が日本人。日本で活躍するハワイ出身の歌手。
- ベティ稲田 - 二世。ハワイアン・シンガー。ディック・ミネと結婚していた。
- ジェームス・イハ - 三世。日本名：井葉吉伸（いは よしのぶ）。ロックミュージシャン。スマッシング・パンプキンズのギタリスト。
- 宇多田ヒカル - 歌手。両親は共に日本人だが、ニューヨークで生まれたため日本との二重国籍となった。
- ダン・ジ・オートメーター（英語版） - カリフォルニア州出身のヒップホッププロデューサー。ゴリラズやドクターオクタゴンのプロデュースで知られる。
- ティーブ・釜萢 - 二世。日本名：釜萢正（かまやつ ただし）。ジャズミュージシャン。かまやつひろしの父。
- 川畑文子 - 三世。本名アリス・フミコ・カワハタ。ジャズシンガー・ダンサー。日本劇場のこけら落とし公演に出演。
- KenTyla - 不明。日本で活躍するカリフォルニア出身の歌手。
- ジェロ - 三世。母方の祖母が日本人。父親と母方の祖父はアフリカ系アメリカ人。日本で活躍した演歌歌手。
- マイク・シノダ - 三世。日本名。篠田賢治（しのだ けんじ）。ロックバンド、リンキン・パークの中心メンバー。
- ジェイク・シマブクロ - 五世。ハワイ在住のウクレレ奏者。
- パット・スズキ（en:Pat Suzuki）- 二世。1950?60年代に一世を風靡したシンガー。タイム誌の 表紙 にのった。
- ヒロシマ (フュージョンバンド)
  - ジュン・クラモト： 一世。琴。
  - ダン・クラモト： 三世。管楽器。
  - ジョニー・モリ： 三世。和太鼓／パーカッション。
  - ダニー・ヤマモト： 三世。キーボード／ドラム。
- HirOshima（(Hiroshima, The Ratt Pakk)）不明。本名：ヒロ・オオシマ。ザ・ラット・パックメンバー。ヒップホップ音楽プロデューサー。
- マニー・マーク - 本名マーク・ラモス＝ニシタ。キーボーディスト。
- Mila J - 不明、アフリカ系、インド系、日系とある。ラップシンガー。
- melody. - 不明。本名：メロディ・ミユキ・イシカワ。日本で活躍するハワイ出身の歌手。
- 本山清治 - 三世。主に日本で活動するラップミュージシャン。作曲家。編曲家。音楽プロデューサー。
- 森山久 - 二世。ジャズトランペッター。森山良子の父。
- レイチェル・ヤマガタ - 四世。ボーカリスト。
- ジェフ・ラバー（en:Jeff LaBar）- 二世。ロックミュージシャン。シンデレラのギタリスト。母が日本人。
- ジェイク・E・リー - 二世。ロックミュージシャン。元オジー・オズボーンのギタリスト。母が日本人。
- ショーン・レノン - 二世。ロックミュージシャン。日本名：小野太郎（おの たろう）。ジョン・レノンとオノ・ヨーコの息子。
- ダグラス・ロブ - 二世。フーバスタンクのリードボーカル。母が日本人。
- クラーク・ドーマエ - 二世。元ルフィオのギタリスト。
- OMEN 44 - ラッパー。

### スポーツ選手

#### フィギュアスケート
- 伊奈恭子 - 一世。ペア。全米：金、世界選手権：銅。
- 井上怜奈 - 一世。ペア。全米：金。アメリカ市民権取得前は全日本でも金を取っている。
- マイア・シブタニ - 三世（父親が日系二世、母親は一世）。アイスダンス。全米：金、オリンピック：銅（団体・種目別ともに）、世界選手権：銀。アレックスの妹。
- アレックス・シブタニ - 同上。マイアの兄。
- 長洲未来 - 二世。女子シングル。全米：金。オリンピック：銅（団体）
- クリスティー・ヤマグチ - 四世。女子シングル。全米：金、オリンピック：金、世界選手権：金。

#### バスケットボール
- コーリー・ゲインズ - 三世。
- 酒井ローレンス・アーロン - 四世。
- ロバート・スウィフト - 三世。
- ナタリー・ナカセ - 三世。
- トミー・ブレントン - 二世。
- 牧ダレン聡 - 二世。
- ワッツ・ミサカ - 二世。日本名：三阪亙（みさか わたる）。NBA初の非白人バスケットボール選手。
- 矢田公作 - 四世。

#### 野球
- クリスチャン・イエリッチ - 三世。メジャーリーグベースボール（MLB）・ミルウォーキー・ブルワーズ所属。
- 加藤豪将 - 二世。MLB・トロント・ブルージェイズフロント所属。日本国籍所持者では初めて、MLBドラフト指名経由でメジャーデビューした選手であり、かつNPBを経ずにメジャーデビューした史上初の野手。
- スティーブン・クワン - 三世。MLB・クリーブランド・ガーディアンズ所属。
- カート・スズキ - 三世。本名カーティス・キヨシ・スズキ。日本名：鈴木清（読み同じ）。元MLBプロ野球選手。
- ラーズ・ヌートバー - 二世。日本名：榎田達治（えのきだ たつじ）。父はオランダ系アメリカ人で母は日本人。MLB・セントルイス・カージナルス所属。2023年のワールド・ベースボール・クラシック日本代表にも選出。
- ケストン・ヒウラ - 三世。MLB・ミルウォーキー・ブルワーズ所属。
- アイザイア・カイナー＝ファレファ - 三世。MLB・ピッツバーグ・パイレーツ所属。
- ジョーダン・ヤマモト - 三世。元MLBプロ野球選手。
- 与那嶺要 - 二世。本名：ウォレス・カナメ・ヨナミネ。かつてはアメリカンフットボール選手だったが、プロ野球選手へ転向後は読売ジャイアンツや中日ドラゴンズで活躍。引退後は中日の監督も務めた。

#### その他
- ケビン・アサノ - 三世。柔道軽量級。オリンピック：銀。
- アポロ・アントン・オーノ - 二世。ショートトラックスピードスケート。全米：金、オリンピック：金、世界選手権：金。
- ヨシノブ・オヤカワ（en:Yoshi Oyakawa） - 日本名：親川義信。水泳（背泳ぎ）。ヘルシンキオリンピック：金。
- ブライアン・クレイ - 三世。十種競技。オリンピック：金、世界陸上：金、全米：金。
- トミー・コウノ（en:Tommy Kono） - 重量挙げ。ヘルシンキオリンピック、メルボルンオリンピック：金。
- ゴーマン美智子 - 旧名：諏訪美智子。一世。マラソン。ボストンマラソン・ニューヨークシティマラソン優勝。女子マラソンのパイオニアの一人。
- エリック・サトウ - 四世。バレーボール。男子バレーボールアメリカ代表として出場したソウルオリンピックで金メダルを獲得。ジャンピングサーブの名手。
- ゲーリー・サトウ - 四世。バレーボール。元日本代表監督。
- リアン・サトウ - 四世。バレーボール。女子バレーボールアメリカ代表としてバルセロナオリンピックに出場し、銅メダルを獲得。
- 戦闘竜 - 二世。大相撲力士・総合格闘家。
- コーリー・ナカタニ - 三世。騎手。ブリーダーズカップ・スプリント三連覇。
- ハルキ・ナカムラ（英語版） - ナショナル・フットボール・リーグ（NFL）選手。
- マイケル・ノーマン - 二世。陸上選手。母が日本人で、父がアフリカ系アメリカ人である。2020年東京オリンピック男子4×400m：金
- 藤猛 - 三世。プロボクサー。WBA・WBC世界スーパーライト級王者。
- タッド・フジカワ - 五世。ゴルファー。
- スコット・フジタ - 四世。NFL選手。日本人の血を引いておらず、日系人と白人の家庭に養子として迎えられた。
- コリン・モリカワ - プロゴルファー。2020年のPGA選手権、2021年の全英オープン優勝者。
- ロジャー安川 - モータースポーツ。インディ・レーシング・リーグドライバー。
- カイル・ラーソン - 四世。モータースポーツ。NASCARドライバー。2014年スプリントカップ・シリーズルーキー・オブ・ザ・イヤー。

### その他
- グラント・イマハラ　(1970-2020) - 四世[15]。エンジニア、特殊効果技術者、TV番組怪しい伝説レギュラー。
- フレッド・コレマツ - 二世。日本名：是松豊三郎（これまつ とよさぶろう）。戦時下における日系人の強制収容に抵抗し、1998年に大統領自由勲章を受章。
- セロ - 二世。日本名 : 片山シリル。世界的に有名なマジシャン。父が日本人。母はモロッコ系フランス人。
- ゲイリー・タナカ - 馬主。所有馬が各国のG1競走で優勝している。
- ヒカル・ナカムラ - 日本名：中村光（読み同じ）。チェスプレーヤー。グランドマスター。
- マイク正岡 - 二世。日本名：正岡優（まさおか まさる）。市民活動家。
- W.T.ヨシモト - 剥製のコレクター。
- カール・ヨネダ - 二世。日本名：米田剛三（よねだ ごうぞう）。アメリカ共産党員の労働運動家・ジャーナリスト。

## 日系アメリカ人を題材とした作品
小説
- ジョン・オカダ『ノー・ノー・ボーイ』 - ジョン・オカダ著。第二次世界大戦中の日系アメリカ人男性の苦悩を描く。
- ジャンヌ・ヒューストン/ジェームズ・ヒューストン『マンザナールよさらば』 - ジャンヌ・ヒューストン、ジェームズ・ヒューストン著。第二次世界大戦におけるアメリカ合衆国による日系人の強制収容により、マンザナー強制収容所に移されたジャンヌとその家族の収容前、収容中、収容後の体験を綴った回想録。
- 山崎豊子『二つの祖国』（1983年） - 山崎豊子著。第二次世界大戦中の日系アメリカ人の悲劇と苦悩を描いた小説。
- ロバート・本郷『パイナップル部隊』 - ロバート・本郷著。朝鮮戦争に際して、自分たちのルーツ・日本を訪れる日系人の話。
- 真保裕一『栄光なき凱旋』（2006年） - 真保裕一著。
- エイドリアン・トミネ『ショートカミングズ』（2007年） - エイドリアン・トミネ著。
- ジュリー・オオツカ『屋根裏の仏さま（英語: The Buddha in the Attic）』（2009年） - 日系二世作家ジュリー・オオツカによる、「写真花嫁」の苦難を通して日系人全体の歴史を描いた全米図書賞最終候補作。

漫画
- かわぐちかいじ『イーグル』 - かわぐちかいじの漫画。日系三世の民主党上院議員、ケネス・ヤマオカが大統領選挙を勝ち進んでいく姿を描く。
- 長谷川法世『がんがらがん』 - 長谷川法世の漫画。福岡市の博多からの移民で石工の那ノ津楽市を中心となる家族の人生を描く。
- 浦沢直樹『パイナップルARMY』 - 浦沢直樹の漫画。日系アメリカ人の戦闘インストラクター、ジェド・豪士の活躍を描く。
- 浦沢直樹『BILLY BAT』 - 浦沢直樹の漫画。日系二世の漫画家、ケヴィン・ヤマガタが下山事件とケネディ大統領暗殺事件に巻き込まれていく姿を描く。

テレビドラマ
- 波の盆（1983年） - 戦争によって引き裂かれたハワイ日系移民家族の姿と、それぞれの想いを描いたTVドラマ。
- 山河燃ゆ（1984年） - 山崎豊子『二つの祖国』を原作とする1984年のNHK大河ドラマ。当初はアメリカの日本語チャンネルでも放映が予定されていたが、日系人の描写が実際のものとはあまりにもかけはなれたものだったことから「日系人の忠誠心が疑われる」という懸念で中止になった。その後ハワイ州内のケーブルTVでは放送されている。
- オレゴンから愛（1984年） - フジテレビ木曜劇場シリーズの第1作目。オレゴン州を舞台にしたテレビドラマ。
- 純ちゃんの応援歌（1988年） - NHK連続テレビ小説。ヒロインである速水（旧姓：小野）純子の夫である速水秀平（トーマス・S・ハヤミ）は、サクラメント出身の日系アメリカ人である。
- さくら（2002年） - NHK連続テレビ小説。日本に赴任したハワイ日系アメリカ人4世の英語担当助手の成長を描く。
- 99年の愛〜JAPANESE AMERICANS〜（2010年） - TBS開局60周年企画。島根県からワシントン州シアトルへ移住したが、日系人への差別や日米関係の悪化、そして第二次世界大戦・太平洋戦争などに翻弄された日系移民家族の悲劇を描いた橋田壽賀子脚本の日本のスペシャルテレビドラマ。
- 二つの祖国（2019年） - 山崎豊子『二つの祖国』を原作とするテレビ東京開局55周年特別企画のテレビドラマ。
- カムカムエヴリバディ（2021年） - NHK連続テレビ小説。

映画
- 地平線（1984年） - 新藤兼人が原作・監督・脚本を手掛けた日本映画。アメリカの大地に生き抜いた日系アメリカ人たちの姿を描く。
- 愛と哀しみの旅路（1990年） - アメリカ映画。第二次大戦下のアメリカ人男性と日系女性との悲恋を描いたラブ・ストーリー
- ヒマラヤ杉に降る雪（1999年） - アメリカ映画。1950年代の日系人裁判を描く。
- ピクチャーブライド（1994年） - ハワイ日系アメリカ人の一世、二世世代の厳しい生活を日本から写真花嫁として渡米した女性を通して描くアメリカ映画。
- ミリキタニの猫（2006年） - ジミー・ツトム・ミリキタニの半生を描いたドキュメンタリー映画

舞台
- アリージャンス (ミュージカル)（2012年） - 主演ジョージ・タケイの実体験に着想を得て、第二次大戦下の日系人強制収容を描いたアメリカのミュージカル。

### 西海岸・太平洋地域
- ハワイ州（人口に対する日系人比率が最も高い州） - ハワイにおける日本人移民
  - ホノルル
    - ホレホレ節（日系ハワイ移民の作った労働歌。語呂は都都逸に近い）
- カリフォルニア州
  - 北カリフォルニア
    - サンフランシスコ・ベイエリア - サンフランシスコにおける日本人の歴史
      - サンフランシスコ
      - オークランド
      - サンノゼ
      - バークレー市/サニーベール市（どちらも人口に対する日系人比率が最も高い市の一つ）

    - サクラメント
    - フレズノ

  - 南カリフォルニア
    - ロサンゼルス - ロサンゼルスにおける日本人の歴史（英語版）
    - サンディエゴ
      - トーランス市/アーバイン市/ガーデナ市（どちらも人口に対する日系人比率が最も高い市の一つ）
- ワシントン州
  - シアトル - シアトルにおける日本人の歴史
    - タコマ
    - ベルビュー市（人口に対する日系人比率が最も高い市の一つ）
- オレゴン州
  - ポートランド - ポートランドにおける日本人の歴史

### 内陸西部・南西部地域
- アリゾナ州
  - フェニックス - フェニックスにおける日本人の歴史
- ネバダ州
  - ラスベガス - ラスベガスにおける日本人の歴史
- ユタ州
  - ソルトレイクシティ - ソルトレイクシティにおける日本人の歴史
- コロラド州
  - デンバー - サクラ・スクエア

### 東部・中部地域
- ニューヨーク州
  - ニューヨーク - ニューヨークにおける日本人移民、ニューヨーク市の日本人
- オハイオ州
  - コロンバス - コロンバスにおける日本人の歴史
- イリノイ州
  - シカゴ - シカゴにおける日本人移民
- ミシガン州
  - デトロイト - デトロイトにおける日本人の歴史
- ジョージア州
  - アトランタ - アトランタにおける日本人の歴史
- テキサス州
  - ヒューストン - ヒューストンにおける日本人の歴史